# Kristoffer Nordfeldt
Bo Kristoffer Nordfeldt est un footballeur suédois, né le 23 juin 1989 à Stockholm. Il évolue au poste de gardien de but à l'AIK.

## Biographie

### En club
Né à Stockholm en Suède, Kristoffer Nordfeldt est formé par l'IF Brommapojkarna, où il commence sa carrière professionnelle.
Lors de l'été 2015, Nordfeldt rejoint Swansea City. Le transfert est annoncé le 23 juin 2015 et il signe un contrat de trois ans.
En fin de contrat après son départ du Gençlerbirliği SK, Kristoffer Nordfeldt fait son retour en Suède en s'engageant le 9 août 2021 en faveur de l'AIK Solna. Il s'engage pour un contrat courant jusqu'à la fin de l'année.

### En sélection
Kristoffer Nordfeldt honore sa première sélection avec l'équipe nationale de Suède le 22 janvier 2011, lors d'un match amical contre l'Afrique du Sud. Il entre en jeu à la place de Viktor Noring à la mi-temps et les deux équipes se neutralisent (1-1).

## Palmarès
Vierge

## Statistiques
| Saison    | Club              | Pays           | Championnat | Coupes nationales | Coupes d'Europe | Suède    |
| --------- | ----------------- | -------------- | ----------- | ----------------- | --------------- | -------- |
| 2006      | IF Brommapojkarna | Superettan     | -           | -                 | -               | -        |
| 2007      | IF Brommapojkarna | Allsvenskan    | -           | -                 | -               | -        |
| 2008      | IF Brommapojkarna | Superettan     | 29 matchs   | ?                 | -               | -        |
| 2009      | IF Brommapojkarna | Allsvenskan    | 21 matchs   | ?                 | -               | -        |
| 2010      | IF Brommapojkarna | Allsvenskan    | 25 matchs   | ?                 | -               | -        |
| 2011      | IF Brommapojkarna | Superettan     | 28 matchs   | ?                 | -               | -        |
| 2011-2012 | SC Heerenveen     | Eredivisie     | 6 matchs    | -                 | -               | 1 match  |
| 2012-2013 | SC Heerenveen     | Eredivisie     | 31 matchs   | 5 matchs          | 4 matchs (C3)   | -        |
| 2013-2014 | SC Heerenveen     | Eredivisie     | 33 matchs   | 5 matchs          | -               | 1 match  |
| 2014-2015 | SC Heerenveen     | Eredivisie     | 34 matchs   | 5 matchs          | -               | 2 matchs |
| 2015-2016 | Swansea City      | Premier League | 1 match     | 3 matchs          | -               | -        |
| 2016-2017 | Swansea City      | Premier League | 1 match     | 3 matchs          | -               | 2 matchs |
| 2017-2018 | Swansea City      | Premier League | -           | 10 matchs         | -               | 1 match  |

Dernière mise à jour le 24 juin 2015